# Famille d'Albenas
La famille d’Albenas, originaire de Nîmes, est une famille de la noblesse d'extraction sur preuves de 1516. Elle a été en possession de la seigneurie de Gajan, diocèse d’Uzès, à partir de 1524. La branche aînée s’est perpétuée jusqu’au XIXe siècle alors que l'une des branches cadettes s’est éteinte en 1640. Cette famille est subsistante au XXIe siècle.

## Filiation
Éléments de généalogie donnés par Gustave Chaix d'Est-Ange :  
- Jean d'Albenas (selon M. de la Roque petit-fils de Paul), coseigneur de Gajan, docteur ès lois, épouse en 1510 Catherine d'Anduze, premier consul de Nîmes en 1516, député de la noblesse de Nîmes aux États généraux de 1560
  - Jacques d'Albenas, seigneur de Pruneyron, premier consul de Sommières, épouse en 1662 Suzanne de Rouzier, maintenu noble par jugement du 5 décembre 1668 de M. de Bezons, intendant du Languedoc, sur preuves de 1516
    - ... d'Albenas
      - François d'Albenas (petit-fils de Jacques), seigneur de Pruneyron et de Gajan, épouse en 1739 Charlotte de Montlaur de Murles, il acquiert la baronnie de Loupian en 1766, il s'intitule "baron"
        - François d'Albenas, seigneur et baron de Loupian, assiste aux assemblés de la noblesse de la sénéchaussée de Béziers en 1789
          - Jean d'Albenas, seigneur de Gajan, maintenu noble en 1668 en même temps que son frère Jacques
          - Jacques d'Albenas (frère de Jean, docteur ès lois), consul de Nîmes en 1520, épouse en 1511 Honorée Mengaud

## Personnalités

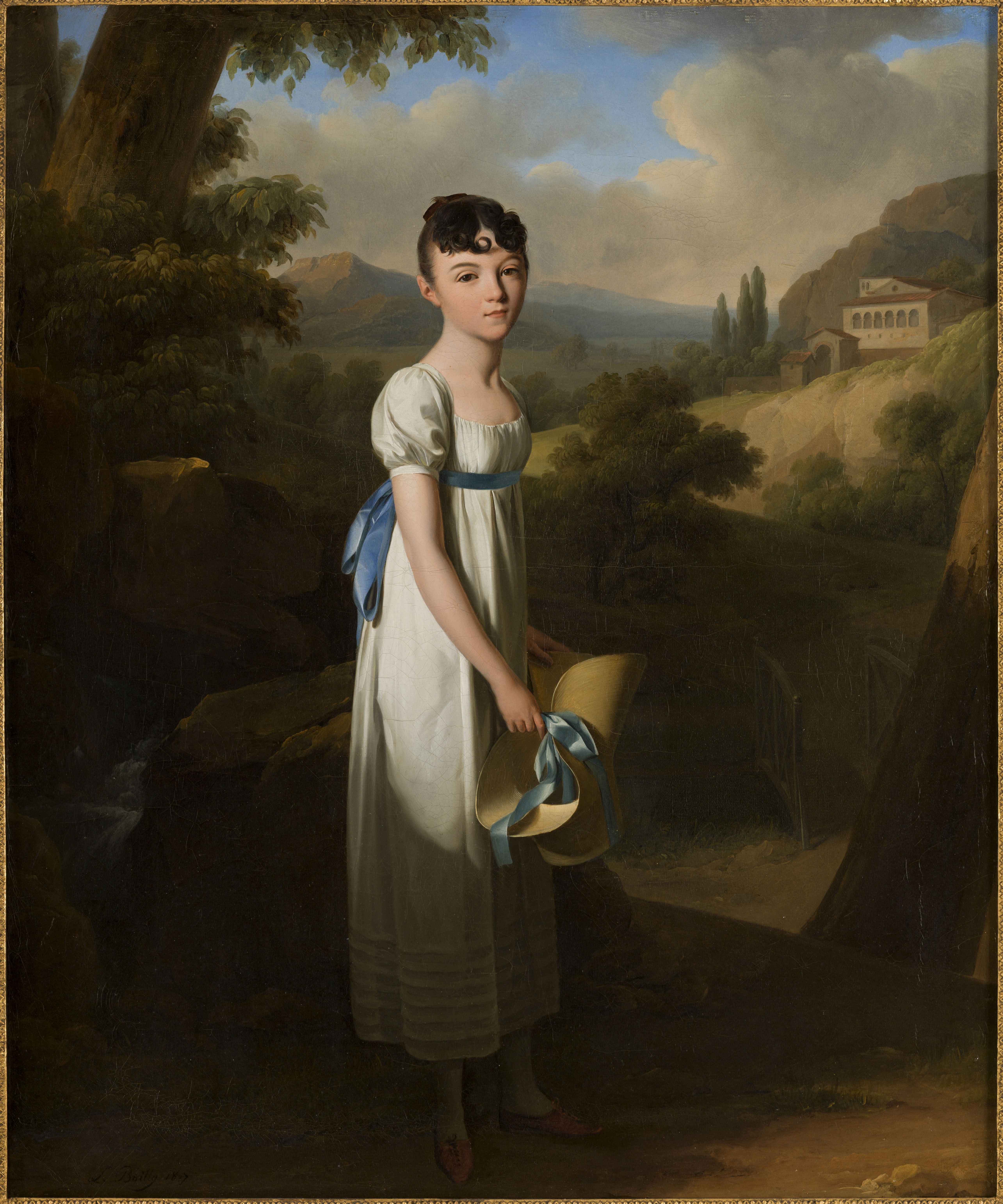
Athénaïs d'Albenas (1800 - 1849)

- Jean Poldo d'Albenas, né à Nîmes en 1512 et mort en 1563, est un magistrat, historien et humaniste français. Avocat au parlement de Toulouse, il devient ensuite conseiller du roi au présidial de Nîmes et Beaucaire. Il est également député de la noblesse de la sénéchaussée de Beaucaire aux États généraux d'Orléans (1560), où il défend des positions favorables à la Réforme protestante. Il joue un rôle déterminant dans l'introduction du protestantisme à Nîmes, à une époque où la ville devient un foyer actif de la Réforme dans le Languedoc. Ses activités lui valent d’être considéré comme l'un des principaux propagateurs du protestantisme dans sa région[2]. Auteur érudit et engagé, on lui doit plusieurs traductions en français de textes religieux et historiques : notamment les Pronostics de Julien, archevêque de Tolède, et le traité De futuræ vitæ contemplatione, libri tres (Trois livres sur la contemplation de la vie future). Il traduit également l' Histoire des Taborites — un mouvement hérétique bohémien — rédigée par Æneas Sylvius Piccolomini, futur pape Pie II. Son œuvre la plus célèbre demeure le Discours historial de l'antique et illustre cité de Nismes (1557), l’un des premiers ouvrages d'histoire urbaine locale en France, dans lequel il mêle savoir antique, observations architecturales précises (notamment sur les monuments romains de Nîmes) et engagement religieux. Ce texte est aujourd’hui encore considéré comme une source de référence par les historiens contemporains[2].
- Jean-Joseph d'Albenas, né en 1761 et mort en 1824, est un militaire et homme de lettres français. Engagé très jeune dans l’armée, il prend part à la guerre d'indépendance des États-Unis sous les ordres du marquis de La Fayette, au sein des forces françaises venues soutenir les insurgés américains contre la couronne britannique. À son retour en France, il mène une carrière dans l'administration impériale. Il est nommé conseiller de préfecture dans le département du Gard en 1803, sous le Consulat, puis confirmé sous le Premier Empire. Parallèlement à ses fonctions administratives, Jean-Joseph d'Albenas se distingue par une activité littéraire engagée. Il publie notamment en 1808 l’Essai historique et poétique de la gloire et des travaux de Napoléon Ier, depuis le 18 brumaire an VIII jusqu’à la paix de Tilsitt, dans lequel il célèbre les campagnes militaires et les réformes du Premier Empire. En 1814, sous la Première Restauration, il fait paraître la Dénonciation formelle des maisons de jeu, un pamphlet moral et politique condamnant les jeux d'argent et alertant sur leurs effets sociaux.Ces écrits témoignent de son attachement aux idéaux de grandeur impériale autant qu'à des préoccupations sociales et morales[2].

## Armoiries
De gueules au demi-vol d'argent accompagné de 3 étoiles d'or, 2 en chef, 1 en pointe.

## Postérité
- Rue d'Albenas (Nîmes)

## Domaine et patrimoine
La famille d’Albenas est propriétaire depuis environ deux siècles du Château Bas d'Aumelas, situé dans la commune d'Aumelas (Hérault), en région Occitanie. Ce domaine viticole s’inscrit dans une tradition familiale ancienne, marquée par un lien profond avec la terre et la production de vins.

### Le Castellas et l'origine du domaine
Le vieux Château d'Aumelas, appelé Le Castellas, a été construit par les vicomtes de Béziers il y a plus de mille ans. Édifié sur un éperon rocheux dominant la plaine, ce château médiéval occupait un site stratégique grâce à sa vue panoramique, mais son emplacement peu pratique conduisit à la construction, à environ un kilomètre en contrebas, d’une bergerie à flanc de colline.
Lors des guerres de religion, le vieux château fut détruit. Le sieur Bonnet, alors propriétaire des lieux, décida de s’installer dans la bergerie qui devint progressivement une résidence seigneuriale. L’activité du site était initialement pastorale, mais la culture de la vigne y était également pratiquée.
Sous sa direction, la bergerie fut transformée et agrandie pour devenir un château flanqué de deux tours rondes, avec des dépendances, donnant naissance au Château Bas d'Aumelas tel qu'il existe de nos jours.